# Giovanni Masutto
Giovanni Masutto   (1830 - 1894) fou un musicògraf i crític musical italià.
Va ser crític musical de diversos diaris, i va escriure:
- Della musica sacra in Italia; (Venècia, Germans Visentini, 1889)
- I maestri di musica italiani del secolo XIX. (Venècia: Stab. tip. de G. Cecchini, 1882)
- I maestri di musica italiani del secolo XIX: notes biogràfiques/ (Venècia: G. Cecchini, 1882)
- Maestri di musica italiani del nostro secola; ricordi e cenni biografici. ([Venècia, Stab. Tip. Lit. M. Fontana, 1880]).

El seu fill Renzo, n. a Treviso i m. a Venècia (1858 - 1926), fou un pianista i compositor molt reconegut.